# Lufthansa Cup 1992
Lufthansa Cup 1992 — жіночий тенісний турнір, що проходив на відкритих кортах з ґрунтовим покриттям Rot-Weiss Tennis Club у Берліні (Німеччина). Належав до турнірів 1-ї категорії в рамках Туру WTA 1992. Відбувсь удвадцятьтретє і тривав з 11 до 17 травня 1992 року. Перша сіяна Штеффі Граф здобула титул в одиночному розряді, свій шостий на цьому турнірі, й отримала 110 тис. доларів США.

## Фінальна частина

### Одиночний розряд
Штеффі Граф —  Аранча Санчес Вікаріо 4–6, 7–5, 6–2
- Для Граф це був 3-й титул в одиночному розряді за сезон і 64-й — за кар'єру.

### Парний розряд
Яна Новотна /  Лариса Нейланд —  Джиджі Фернандес /  Наталія Звєрєва 7–6(7–5), 4–6, 7–5

## Розподіл призових грошей
| Дисципліна       | П        | F       | ПФ      | ЧФ      | 1/8    | 1/16   | 1/32   |
| Одиночний розряд | $110,000 | $44,000 | $22,000 | $11,000 | $5,675 | $3,025 | $1,650 |